# Schloss Furth

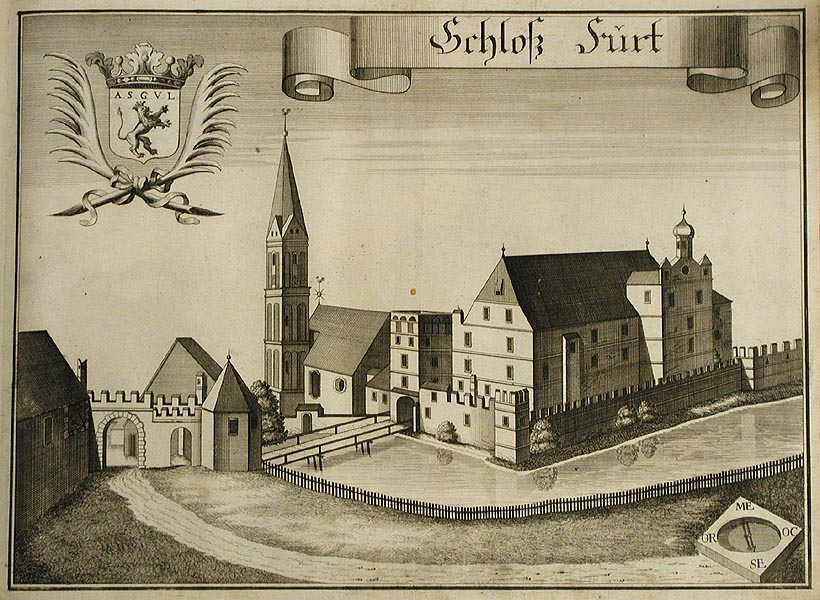
Schloss Furth nach Michael Wening (um 1700)

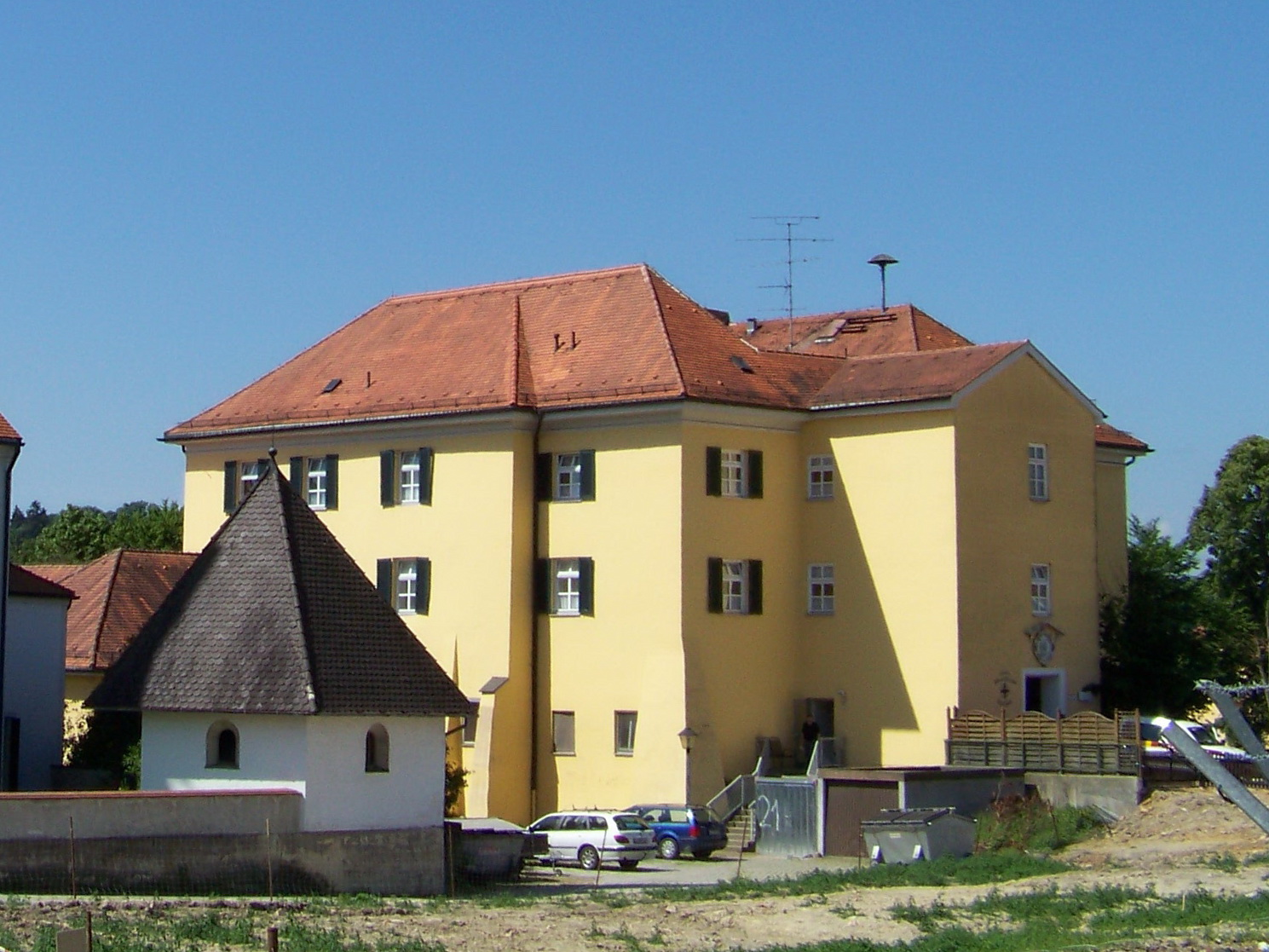
Schloss Furth (Niederbayern) heute

Schloss Furth ist ein Schloss in Furth im niederbayerischen Landkreis Landshut. Es beherbergt heute ein Altenheim der Caritas. Die Anlage wird als Bodendenkmal unter der Aktennummer D-2-7438-0421 im Bayernatlas als „untertägige Befunde im Bereich des Schlosses von Furth mit ehem. Wassergraben, Ringmauer und Toranlage mit Torturm, darunter die Spuren von Vorgängerbauten bzw. älteren Bauphasen und abgebrochenen Gebäudeteilen“ geführt. Ebenso ist sie unter der Aktennummer D-2-74-132-2 als denkmalgeschütztes Baudenkmal von Furth verzeichnet.

## Geschichte
Das altbayerische Adelsgeschlecht von Kärgl (Chärglein) hatte wohl schon seit Ende des 13. Jahrhunderts Rechte in Furth und besaß spätestens vom 15. Jahrhundert bis 1615 die Hofmark Furth. 1640 wurden die überschuldete Hofmark und das zugehörige Schloss von Franz Anton Graf zu Lodron erworben. 1781 ging der Besitz auf Ferdinand Baron von Wadenspann über, 1818 an Ferdinand Anton von Hornstein. Große Umbauten gaben dem Schloss eine neue Gestalt. Das Freiherrlich von Hornstein’sche Patrimonialgericht Furth wurde 1848 wie alle verbliebenen Patrimonialgerichte im Königreich Bayern aufgelöst. Von Hornsteins Sohn Matthäus übernahm Furth 1875. Das hochgelegene Erdgeschoss wurde als Wohnraum umgestaltet, der Schlossweiher aufgefüllt und die Mauern und Türme niedergelegt. Matthäus’ Frau Philomena vermachte 1936 das Schloss an den Bischöflichen Stuhl von Regensburg. 1970 wurde das Schloss durch den Caritasverband käuflich erworben und zu einem Altenheim umgebaut.

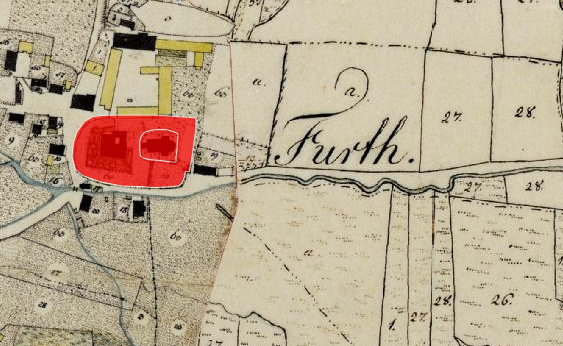
Lageplan von Schloss Furth auf dem Urkataster von Bayern

## Baubeschreibung
Der dreigeschossige Rechteckbau mit Walmdach aus dem 18. Jahrhundert ist im Kern mittelalterlich. Das Gebäude steht heute unter der Nummer D-2-74-132-2 als Baudenkmal unter Denkmalschutz.